# Alberto Mario González
Alberto Mario González (* 21. August 1941 in Buenos Aires; † 26. Februar 2023) war ein argentinischer Fußballspieler, der mit der Nationalmannschaft seines Heimatlandes an den Fußball-Weltmeisterschaften 1962 und 1966 teilnahm.

## Karriere

### Vereinskarriere

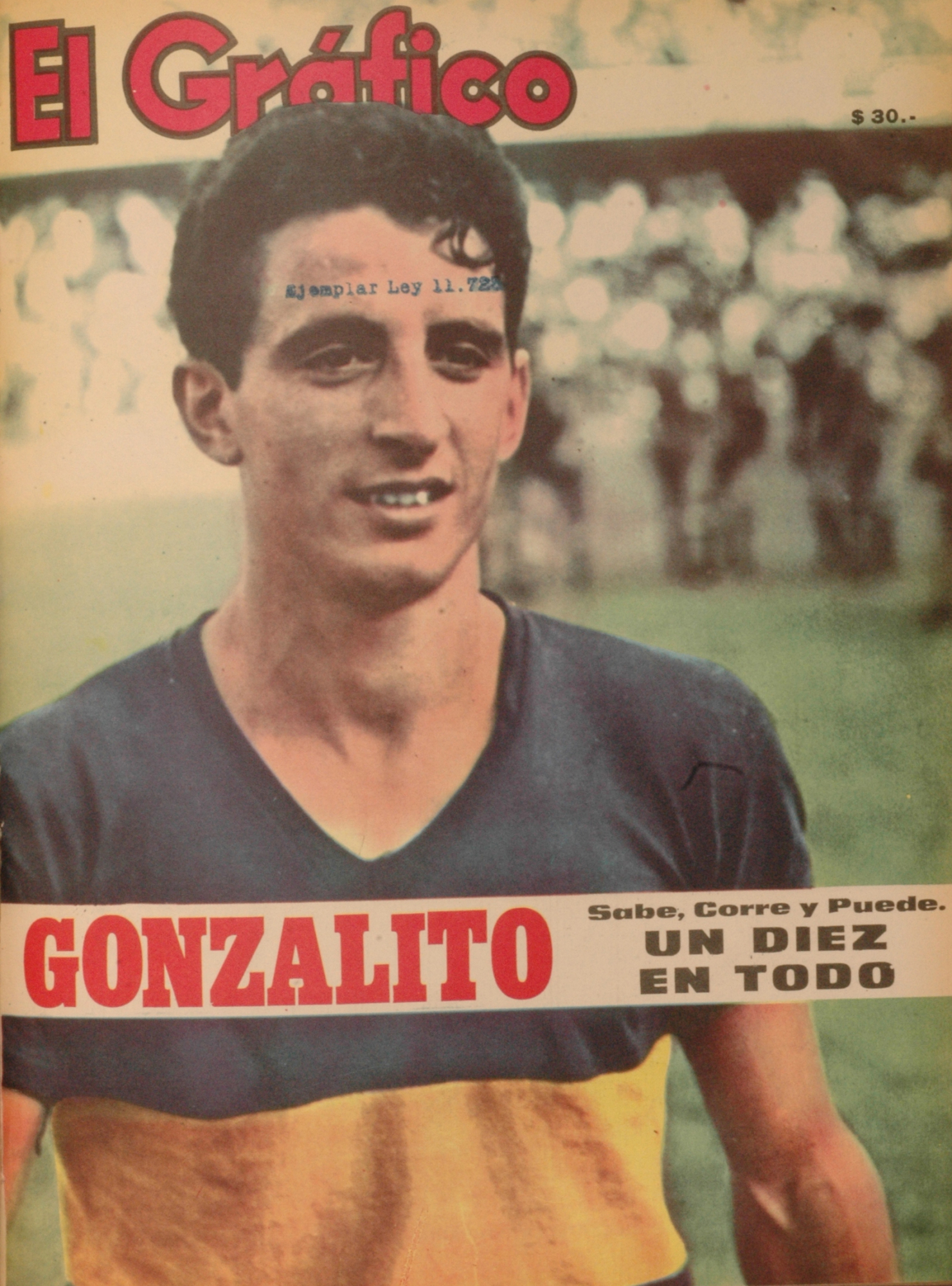
González im Boca

Alberto Mario González spielte das erste Jahr seiner fußballerischen Laufbahn im Profibereich bei Club Atlético Atlanta, einem kleineren Verein aus Argentiniens Hauptstadt Buenos Aires. Nach 49 Spielen und sieben Treffern nahmen ihn 1962 die Boca Juniors unter Vertrag. Im Team um argentinische Fußballgrößen der damaligen Zeit wie Antonio Rattín, Carmelo Simeone oder José Sanfilippo konnte sich González schon bald durchsetzen und wurde fester Bestandteil der Boca-Mannschaft, die 1963 das Endspiel der Copa Libertadores erreichte, dort aber am FC Santos um Pelé scheiterte. Mario Alberto González wurde in beiden Finalspielen eingesetzt, ein Torerfolg gelang ihm aber nicht. Ansonsten verliefen die frühen Sechzigerjahre sehr erfolgreich für die Boca Juniors. 1962, 1964 und 1965 konnte dreimal die argentinische Fußballmeisterschaft gewonnen werden. Nach 1965 musste man bis 1969 auf einen weiteren Meistertitel warten. Zu diesem Zeitpunkt spielte Alberto Mario González schon nicht mehr in La Boca. Er war vor der Saison 1969 zu CA Banfield gewechselt, wo er ein Jahr Fußball spielte, um nach fünfzehn Ligaspielen und sieben Toren Argentinien zu verlassen und sich Unión Española aus Chile anzuschließen. Nach einem kurzen Intermezzo in Chiles höchster Spielklasse, der Primera División, ging er 1971 zurück in seine Heimat und war kurze Zeit für den Club Atlético Platense aktiv, ehe er seine aktive Karriere im Alter von dreißig Jahren beendete.

### Nationalmannschaft
Zwischen 1962 und 1967 wurde Alberto Mario González insgesamt neunzehn Mal in der argentinischen Fußballnationalmannschaft eingesetzt. Ein Tor gelang ihm dabei nicht. Von Argentiniens Nationaltrainer Juan Carlos Lorenzo wurde er zweimal in den Kader für eine Fußball-Weltmeisterschaft berufen. 1962 in Chile kam er beim Vorrundenaus der argentinischen Mannschaft zu einem Einsatz, beim torlosen Remis gegen Ungarn in Rancagua agierte er im Angriff Argentiniens, konnte aber das Ausscheiden durch das nicht gewonnene Spiel nicht verhindern. Vier Jahre darauf bei der Weltmeisterschaft in England überstand Argentiniens Team mit González als Stammspieler die Gruppenphase und scheiterte erst im Viertelfinale am Gastgeber und späteren Weltmeister aus England. Alberto Mario González wurde beim Weltturnier 1966 in allen vier Spielen eingesetzt, schoss aber wie auch in seiner gesamten Nationalmannschaftskarriere kein einziges Tor. Im ersten Jahr nach der Weltmeisterschaft 1966 endete González’ Zeit in der Nationalelf.